# Рафаель Заллінгер
Рафаель Заллінгер (нім. Raphael Sallinger, нар. 8 грудня 1995, Клагенфурт-ам-Вертерзе) — австрійський футболіст, воротар клубу «Гартберг».

## Клубна кар'єра
Рафаель Заллінгер народився 1995 року в місті Клагенфурт-ам-Вертерзе. Розпочав займатися футболом у юнацькій команді футбольного клубу «Кернтен», пізніше грав у юнацькій команді клубу «Вельценегг». У 2012 році розпочав грати за основну команду клубу «Вельценегг», але ще в цьому ж році перейшов до клубу «Кальздорф», у якому грав до 2013 року.
У 2014 році Рафаель Заллінгер перейшов до німецького клубу «Кайзерслаутерн», проте до 2016 року грав виключно за другу команду клубу. З 2016 до 2018 року воротар грав у австрійському клубі «Вольфсбергер». З 2018 року Заллінгер грає у складі клубу «Гартберг».

## Виступи за збірну
У 2015 році Рафаель Заллінгер зіграв 1 матч у складі юнацької збірної Австрії віком гравців до 20 років.